# 1,4-벤조퀴논
1,4-벤조퀴논(1,4-Benzoquinone, para-quinone)은 화합물의 하나로, 화학식은 C6H4O2이다. 1,2-벤조퀴논과는 이성질체이다.
순수 상태에서 염소, 표백제, 폼알데하이드의 것과 비슷한 자극적인 냄새와 더불어 밝고 노란 결정체를 형성한다. 이 6원자 고리의 화합물은 1,4-하이드로퀴논의 산화 파생물이다.

## 같이 보기
- 1,2-벤조퀴논